# Bolandia
Bolandia es un género de plantas fanerógamas perteneciente a la familia de las asteráceas. Comprende 2 especies descritas, y  aceptadas.

## Taxonomía
El género fue descrito por Cron y publicado en Novon 16(2): 224. 2006.

## Especies aceptadas
A continuación se brinda un listado de las especies del género Bolandia aceptadas hasta julio de 2012, ordenadas alfabéticamente. Para cada una se indica el nombre binomial seguido del autor, abreviado según las convenciones y usos.
- Bolandia argillacea (Cron) Cron
- Bolandia pedunculosa (DC.) Cron